# بارويك
بارويك (بالإنجليزية: Barwick, Georgia)‏ هي مدينة تقع في مقاطعة توماس, مقاطعة برووكس بولاية جورجيا في الولايات المتحدة. تبلغ مساحة هذه المدينة 1.94 (كم²)، وترتفع عن سطح البحر 81 م، بلغ عدد سكانها 386 نسمة في عام 2010 حسب إحصاء مكتب تعداد الولايات المتحدة.

## وصلات خارجية
- www.barwickga.com
- Cities & Counties - Georgia.gov